# Pfarrkirche Strengberg

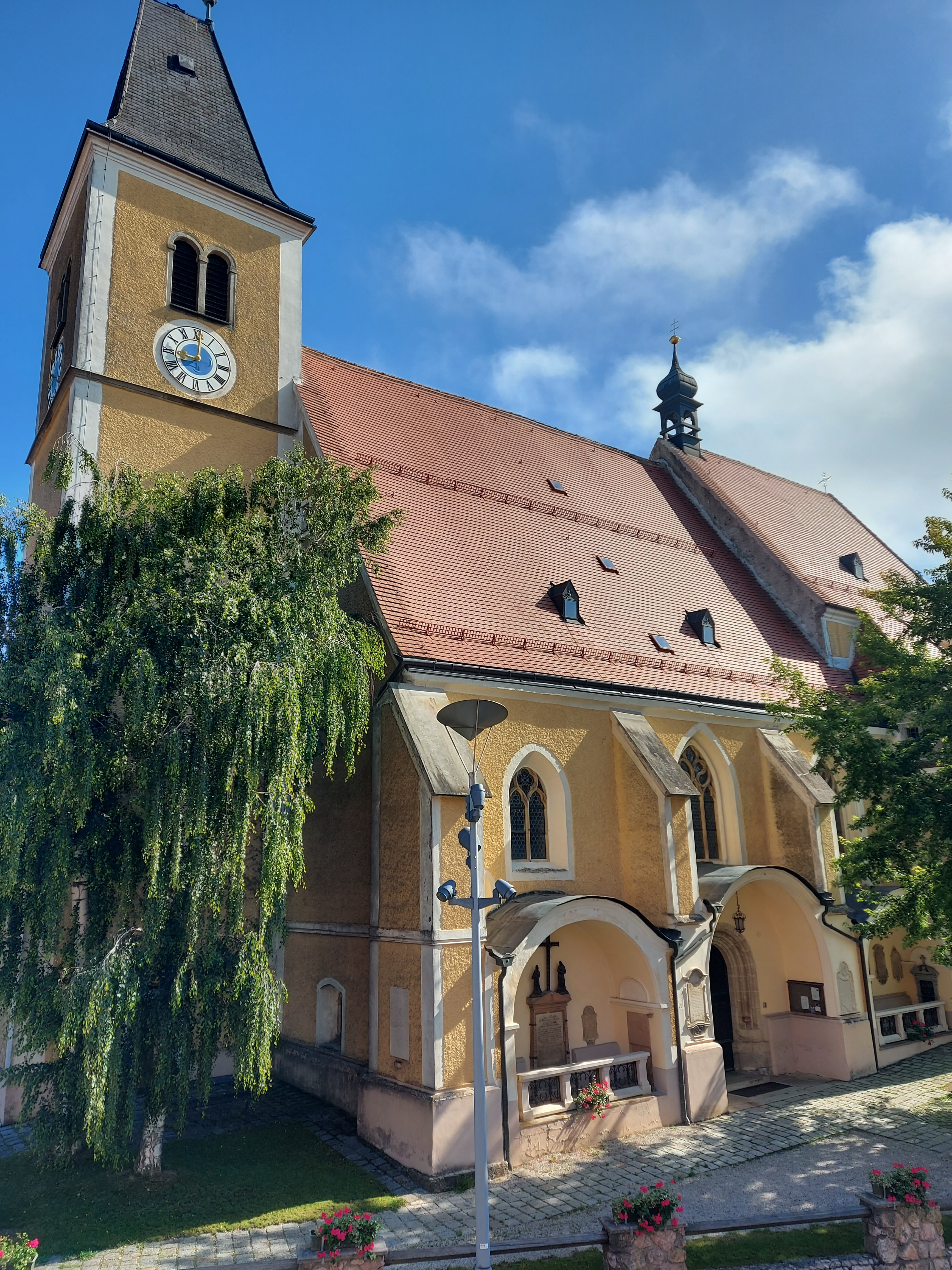
Katholische Pfarrkirche Mariä Himmelfahrt in Strengberg

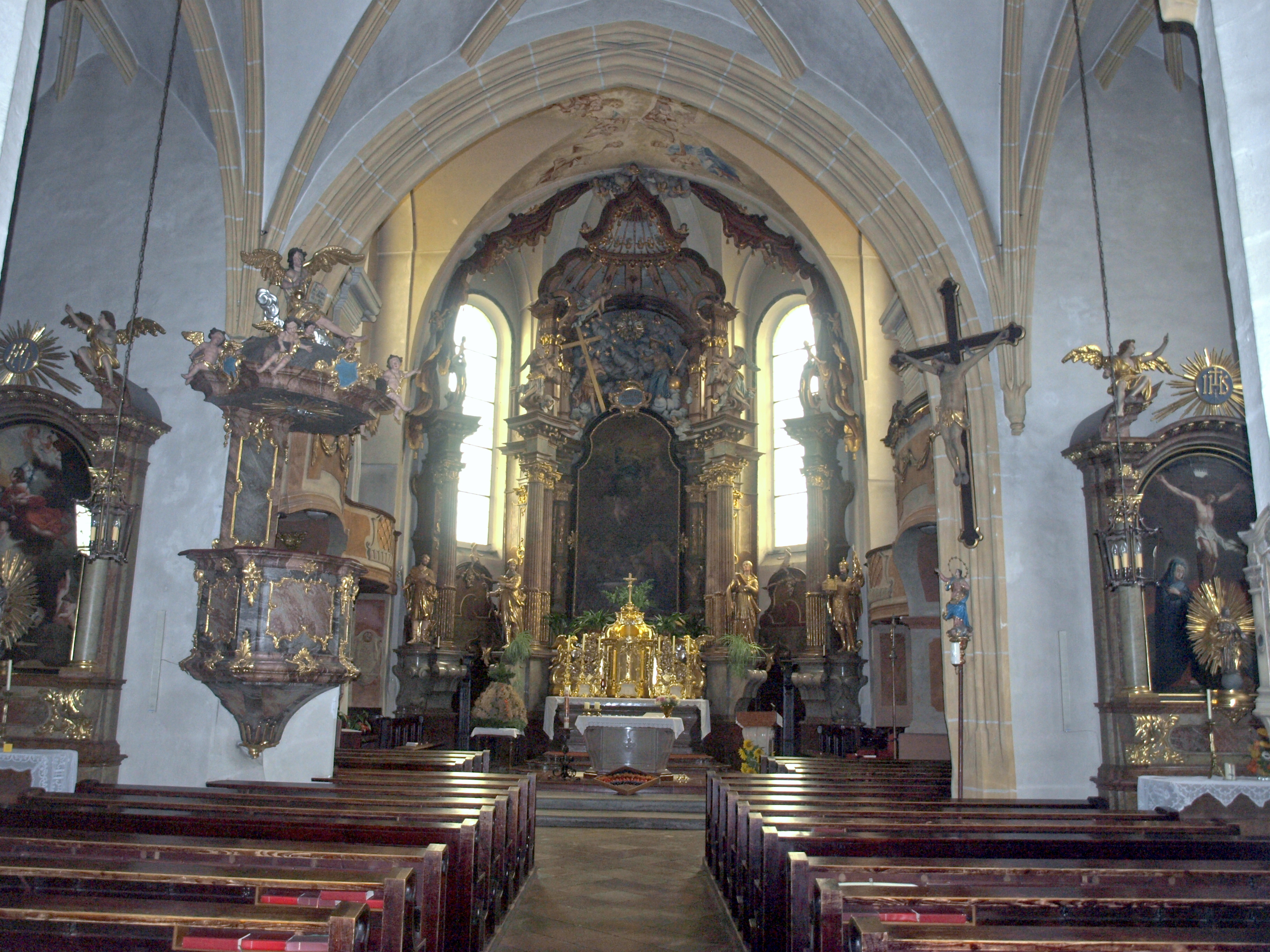
Langhaus Mittelschiff, Blick zum Chor

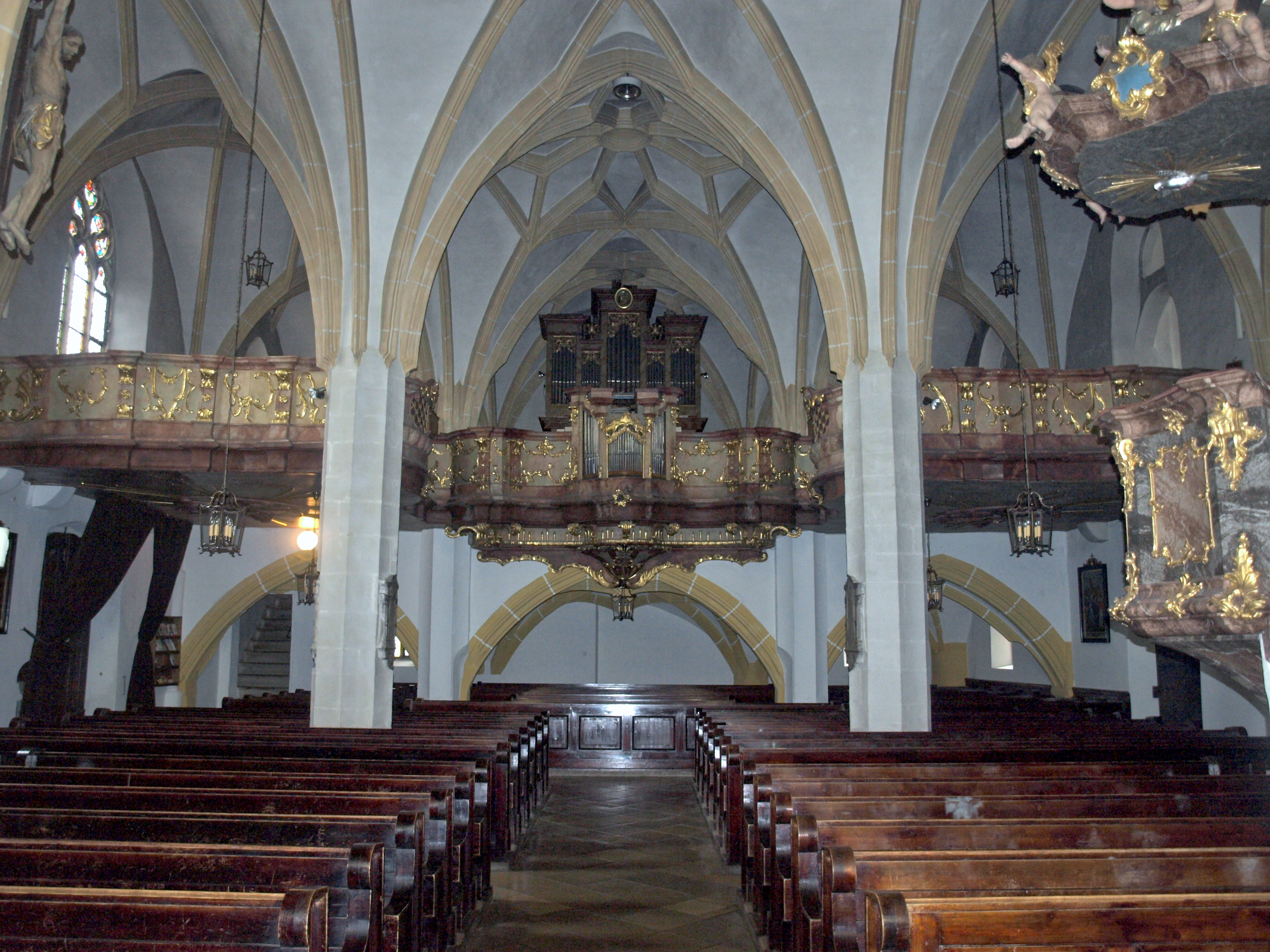
Langhaus Mittelschiff, Blick zur Orgelempore

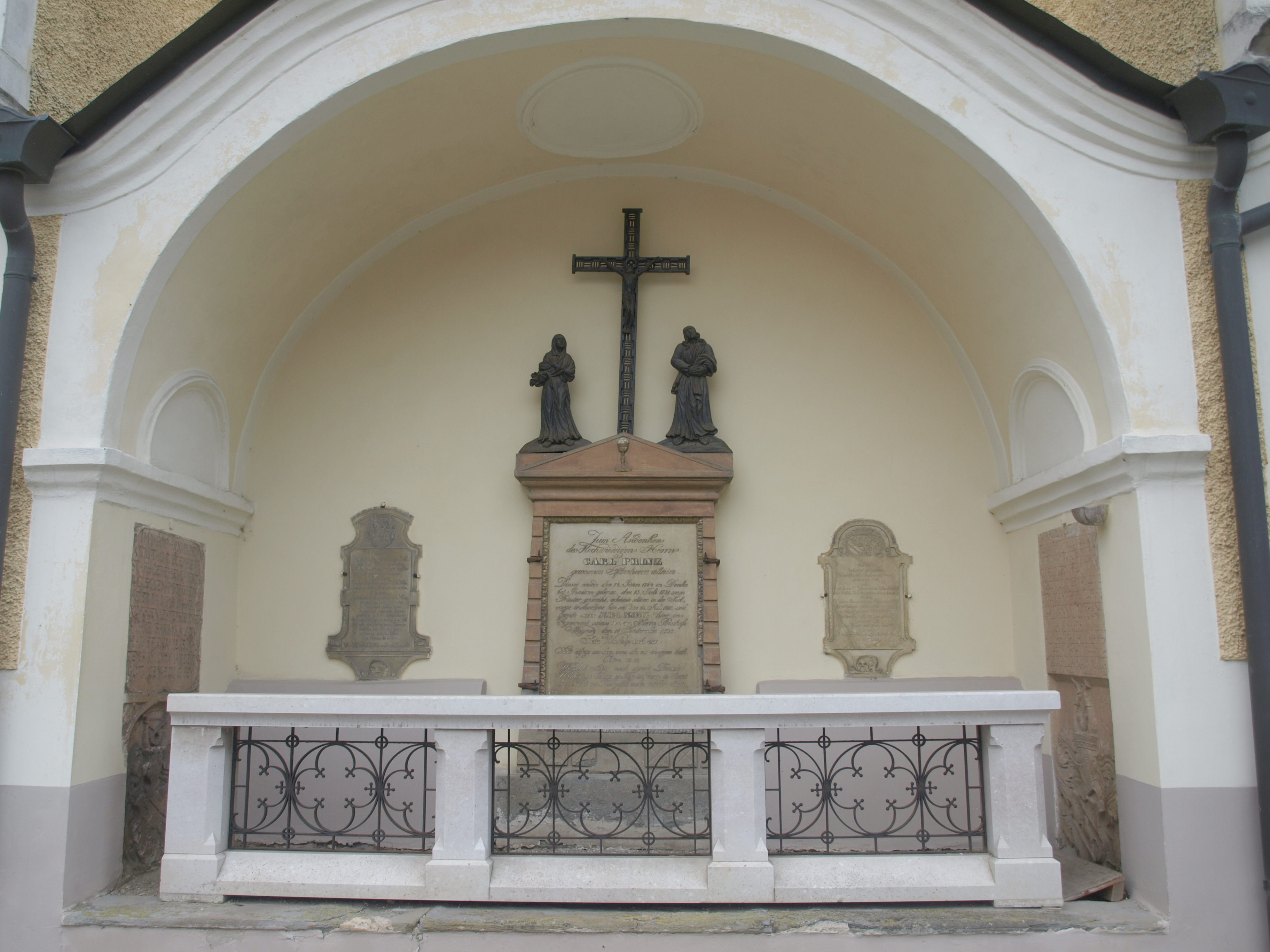
Südseitige Arkadennische mit Grabdenkmälern

Die Pfarrkirche Strengberg steht im Ortszentrum in der Marktgemeinde Strengberg im Bezirk Amstetten in Niederösterreich. Die auf das Fest Mariä Himmelfahrt geweihte römisch-katholische Pfarrkirche gehört zum Dekanat Amstetten der Diözese St. Pölten. Die Kirche steht unter Denkmalschutz (Listeneintrag).

## Geschichte
Urkundlich wurde 1031 eine Pfarrgründung bzw. eine Weihe durch das Kloster Tegernsee genannt, die Kirche war bis zur Aufhebung des Klosters 1803 inkorporiert. Ursprünglich bestand eine Doppelpatrozinium Mariä Himmelfahrt und hl. Quirinus von Tegernsee.
Nach einem Brand 1507 wurde das Langhaus neu erbaut. 1629 und 1638/1639 erfolgte eine Wiederherstellung des Turmes nach einem Einsturz bzw. Brand. Die Kirche wurde ab der zweiten Hälfte des 17. Jahrhunderts barockisiert. 1952 erfolgte eine Renovierung und Neugestaltung durch Josef Friedl.

## Architektur
Die spätgotische Hallenkirche mit einem Chor hat einen Westturm und einen Dachreiter und jüngere Anbauten.
Das Kirchenäußere zeigt sich mit einem Dach mit Biberschwanzdeckung, die Fassaden mit unregelmäßig wechselnder Gliederung zeigt einen Rieselputz mit Faschen und Bändern und Hausteinelementen.
Das spätgotische Langhaus unter einem steilen Satteldach hat südseitig drei breite Maßwerkfenster mit Fischblasen, zwischen den vier südseitigen Strebepfeilern gibt es drei barocke blechgedeckte Arkadennischen mit Grabdenkmälern bzw. in der Mittelachse ein spätgotisches rundbogiges reich profiliertes Hauptportal, nordseitig hat das Langhaus einen Anbau aus 1869 mit zweizonigen Spitzbogenfenstern und eine Portalvorhalle.
Der spätgotische Chor nach 1507 ist höher als das Langhaus und trägt westlich einen Dachreiter aus der zweiten Hälfte des 17. Jahrhunderts.
Der im Kern mittelalterliche fünfgeschoßige Westturm hat ein Glockengeschoß mit Biforen, Gesimse, Fensterchen, Schlüsselscharten, er trägt ein Keildach.
Die neobarocke Gewölbemalerei im Chor malte Franz Pitza 1952, im Westen die Gründungsgeschichte der Strengberger Pfarre und der Besuch von Papst Pius VI. in Strengberg, im Osten Christliche Tugenden. Die ornamentale Glasmalerei im Langhaus ist aus 1869.

## Ausstattung
Der Hochaltar aus 1781 hat einen räumlichen Aufbau durch eine prospeckthafte Apsidenumkleidung mit integrierten Beichtstühlen und eine Einbeziehung des Polygons als Apsisbelichtung, der Altar schließt mit einem Bogenvorhang entlang des Gewölbes ab, er hat weiters vorgestellte Stelensäulenpaare. Der Hochaltar zeigt das Altarblatt Mariä Himmelfahrt von Andreas Streicher 1919 nach dem Vorbild des verbrannten Originals von Martin Johann Schmidt.
Der Taufstein ist aus dem 12. Jahrhundert. Das Weihwasserbecken entstand um 1510/1520.
Die Orgel baute Franz Meinl 1837 in einem Gehäuse um 1763 von Philipp Dorninger. Eine Glocke nennt Johann Max Hagenauer 1763. Eine Glocke nennt Franz Serafin Hollederer 1855.

## Grabdenkmäler
- Im Chor: Priestergrabmäler Ignat Hainzl 1783, Johann Evang. Stauder 1770, Franz Paumann 1772.
- Im Langhaus: Wappengrabsteine der Postmeisterfamilie Öttl mit Franziscus Antonius 1723, Johann Qurin 1762, Maria Anna 1770. Priestergrabstein Antonius Paur 1731.